# Ave Maris Stella
Ave Maris Stella är en katolsk bön ägnad Jungfru Maria.
Texten börjar
Ave maris stella,
Dei mater alma
Atque semper virgo
Felix caeli porta